# Лещик Василь Романович
Лещик Василь Романович (нар.28 листопада 1955, м. Володимир-Волинський Волинської області — пом.25 квітня 2003, м. Київ) — український актор, режисер, заслужений артист УРСР (1986).

## Біографія
Народився 28 листопада 1955 року у місті Володимир-Волинський на Волині.
1977 року закінчив Київський інститут театрального мистецтва імені І. Карпенка-Карого, і того ж році почав акторську кар'єру у Чернівецькому українському музично-драматичному театрі імені Ольги Кобилянської.
У 2000—2003 роках був актором Київського театру юного глядача.
Помер 25 квітня 2003 року у м. Києві.

## Акторська робота
У Чернівцях створив понад 50 цікавих і значимих образів:
- Борька («Шрами» Є.Шабана);
- Тиміш («Українські вечорниці» М. Кропивницького, С.Васильченка);
- Володя («В дорозі» В.Розова);
- Анті («Молода господиня Ніскавуорі» Х. Вуолійоки);
- Пронашка («Дівчата нашої країни» І.Микитенка);
- Михайло («Пісня кохання та журби» А.Жуховицького);
- Єпіскоп («Декамерон» Дж. Бокаччо);
- Плетньов («Солдатська вдова» М.Анкілова);
- Дугін («Рядові» О.Дударєва);
- Зух («Запечатаний двірник» Ю.Федьковича);
- Алджернон («Заміж тільки за Ернеста» О. Уайльда);
- Писар («Пошились у дурні» М.Кропивницького);
- Гнат («Сльози Божої матері» за У. Самчуком)…

## Режисерська діяльність
- «По щучому велінню» М. Кропивницького;
- «Порося, яке співає» С. Козлова;
- «Мартин Боруля» І.Карпенка-Карого;
- «Турецька голуба шаль» О.Горіна та Е.Яворського;
- «Синдром молодої дружини» О.Гончарова.

## Відзнаки
- Премія обласної комсомольської організації імені Героя Радянського Союзу Кузьми Галкіна в галузі літератури і мистецтва (1984) за образи молодих сучасників у спектаклях 1982—1984 рр.
- Заслужений артист УРСР (1986)[1].